# Guerra Junqueiro

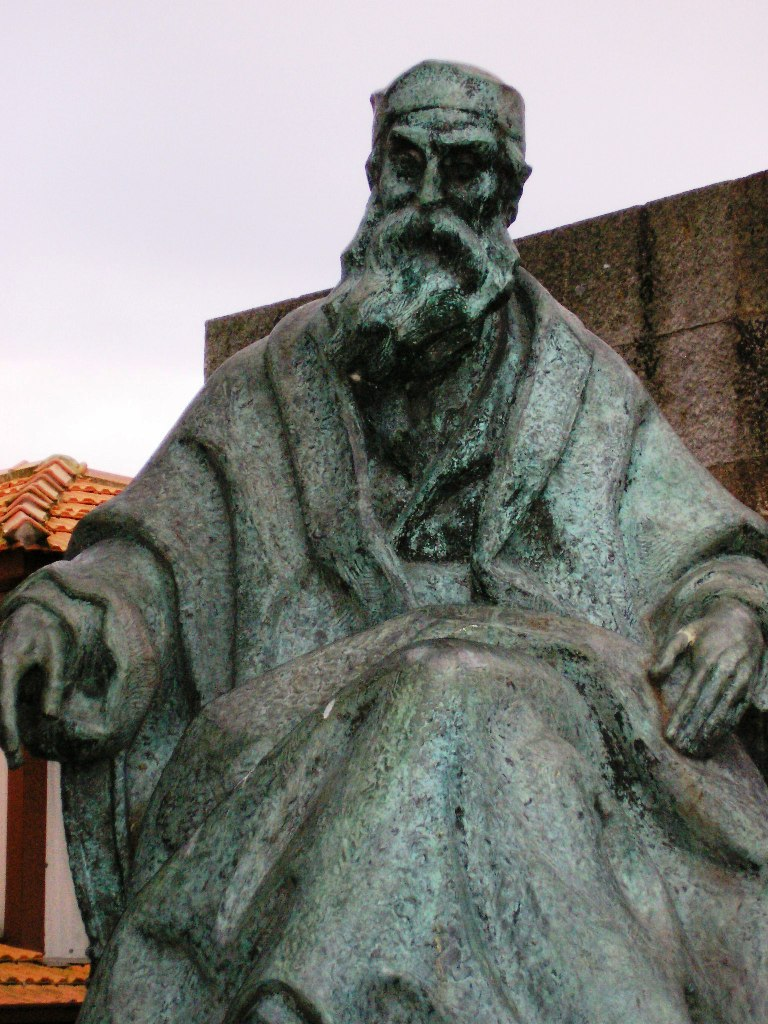
Estátua na Casa-Museu Guerra Junqueiro, no Porto.

Abílio Manuel Guerra Junqueiro GCSE (Freixo de Espada à Cinta, Ligares, 15 de setembro de 1850 – Lisboa, 7 de julho de 1923) foi alto funcionário administrativo, político, deputado, jornalista, escritor e poeta português. Foi o poeta mais popular da sua época e o mais típico representante da chamada "Escola Nova". Poeta panfletário, a sua poesia ajudou a criar o ambiente revolucionário que conduziu à implantação da República. Foi entre 1911 e 1914 o embaixador de Portugal na Suíça (o título era "ministro de Portugal na Suíça"). Guerra Junqueiro formou-se em direito na Universidade de Coimbra.

## Biografia
Nasceu em Ligares, freguesia do concelho de Freixo de Espada à Cinta a 15 de setembro de 1850, filho do negociante e lavrador abastado José António Junqueiro Júnior e de sua mulher Ana Maria do Sacramento Guerra. A mãe faleceu quando Guerra Junqueiro contava apenas 3 anos de idade.
Estudou os preparatórios em Bragança, matriculando-se em 1866 no curso de Teologia da Universidade de Coimbra. Compreendendo que não tinha vocação para a vida religiosa, dois anos depois transferiu-se para o curso de Direito. Terminou o curso em 1873.
Entrando no funcionalismo público da época, foi secretário-geral do Governador Civil dos distritos de Angra do Heroísmo e de Viana do Castelo.

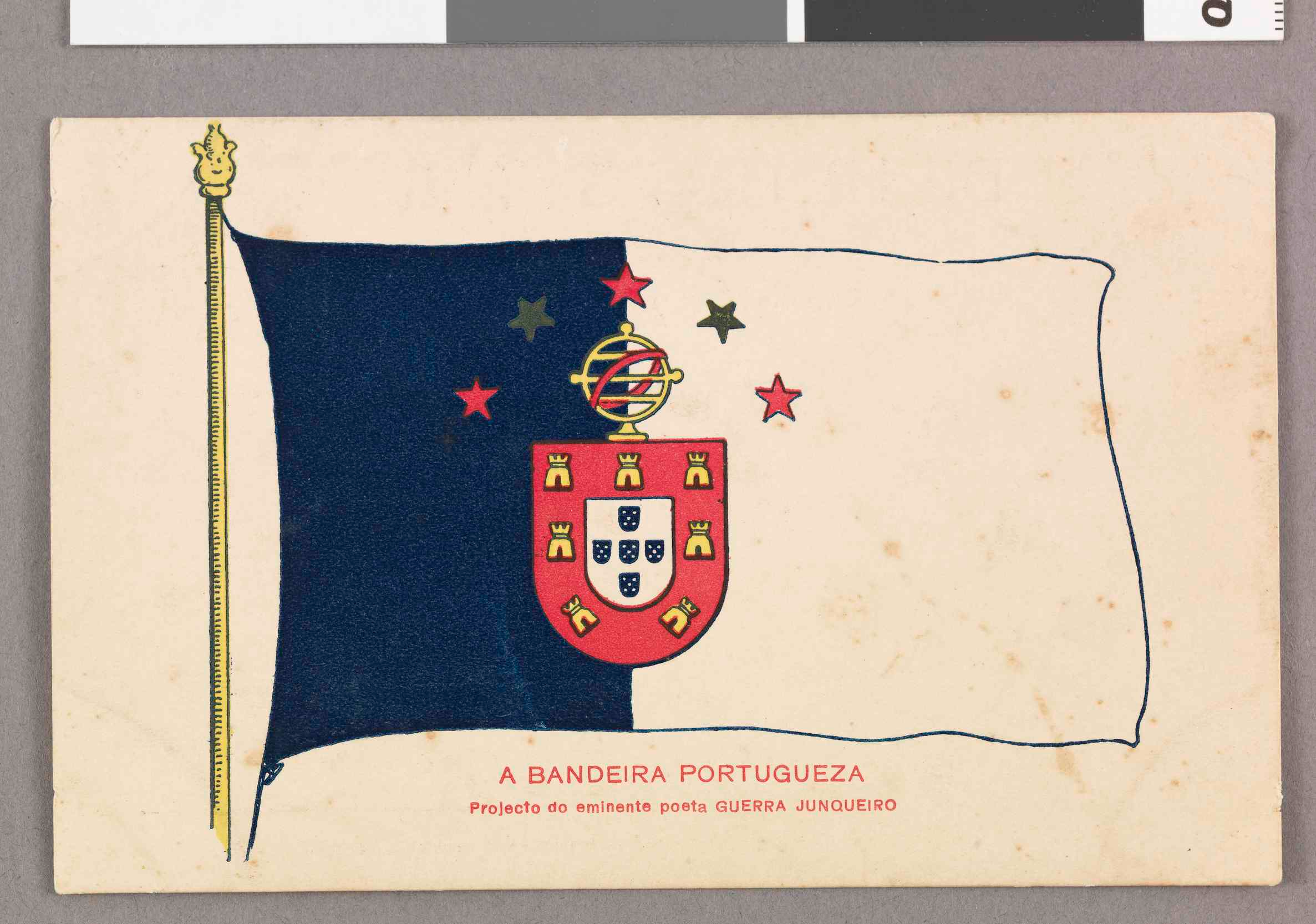
Projeto de Junqueiro para Bandeira de Portugal nos 1910s (acervo: Fundação Mário Soares).

Em 1878, foi eleito deputado pelo círculo eleitoral de Macedo de Cavaleiros.
A 12 de fevereiro de 1920, foi agraciado com o grau de Grã-Cruz da Ordem Militar de Sant'Iago da Espada.

## Obra literária

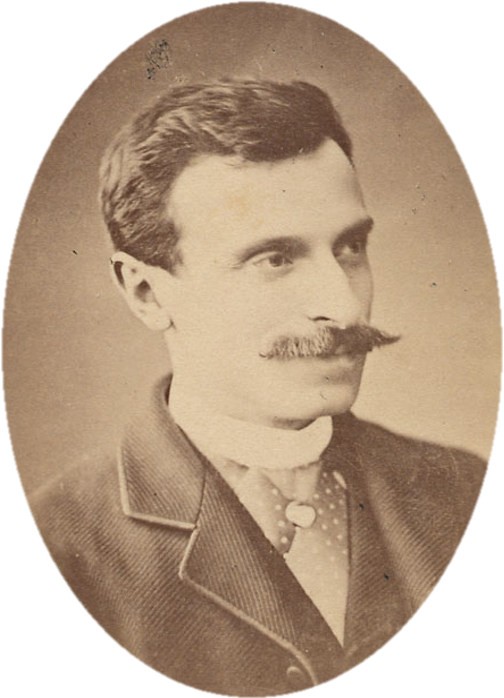
Fotografia de Guerra Junqueiro aos 35 anos.

Guerra Junqueiro iniciou a sua carreira literária de maneira promissora em Coimbra no jornal literário A Folha, dirigido pelo poeta João Penha, do qual mais tarde foi redator. Aqui cria relações de amizade com alguns dos melhores escritores e poetas do seu tempo, grupo geralmente conhecido por Geração de 70.
Guerra Junqueiro desde muito novo começou a manifestar notável talento poético, e já em 1868 o seu nome era incluído entre os dos mais esperançosos da nova geração de poetas portugueses. No mesmo ano, no opúsculo intitulado "O Aristarco português", apreciando-se o livro "Vozes sem eco", publicado em Coimbra em 1867 por Guerra Junqueiro, já se prognostica um futuro auspicioso ao seu autor.
No Porto, na mesma data, aparecia outra obra, "Baptismo de amor", acompanhada dum preâmbulo escrito por Camilo Castelo Branco; em Coimbra publicara Guerra Junqueiro a "Lira dos catorze anos", volume de poesias; e em 1867 o poemeto "Mysticae nuptiae"; no Porto a casa Chardron editara-lhe em 1870 a "Vitória da França", que depois reeditou em Coimbra em 1873.
Em 1873, sendo proclamada a República em Espanha, escreveu ainda nesse ano o veemente poemeto "À Espanha livre".
Em 1874 apareceu o poema "A morte de D. João", edição feita pela casa Moré, do Porto, obra que alcançou grande sucesso. Camilo Castelo Branco consagrou-lhe um artigo nas Noites de insónia, e Oliveira Martins, na revista "Artes e Letras".
Indo residir para Lisboa foi colaborador em prosa e em verso, de jornais políticos e artísticos, como A Lanterna Mágica e O António Maria (1879–1885;1891–1898), com a colaboração de desenhos de Rafael Bordalo Pinheiro. Em 1875 escreveu o "Crime", poemeto a propósito do assassínio do alferes Palma de Brito; a poesia "Aos Veteranos da Liberdade"; e o volume de "Contos para a infância". No "Diário de Notícias" também publicou o poemeto Fiel e o conto Na Feira da Ladra. Em 1878 publicou em Lisboa o poemeto Tragédia infantil. Colaborou em diversas publicações periódicas, nomeadamente: Atlantida (1915–1920), Branco e Negro  (1896–1898), Brasil Portugal (1899–1914), A Crónica, Ilustração (1884–1892), A Illustração Portugueza (1884–1890), Ilustração Universal  (1884–1885), A Imprensa (1885–1891), Jornal do domingo (1881–1888), A Leitura (1894–1896), Luz e Vida (1905), A Mulher (1879), O Occidente (1878–1915), Renascença (1878–1879?), O Pantheon (1880–1881), A Republica Portugueza (1910–1911), Ribaltas e Gambiarras (1881), Serões (1901–1911), Azulejos (1907–1909), na Revista de turismo iniciada em 1916 e no periódico O Azeitonense (1919–1920).
Uma grande parte das composições poéticas de Guerra Junqueiro está reunida no volume que tem por título A musa em férias, publicado em 1879. Neste ano também saiu o poemeto O Melro, que depois foi incluído na Velhice do Padre Eterno, edição de 1885. Publicou Idílios e Sátiras, e traduziu e colecionou um volume de contos de Hans Christian Andersen e outros.
Após uma estada em Paris, aparentemente para tratamento de doença digestiva contraída durante a sua estada nos Açores, publicou em 1885 no Porto A velhice do Padre Eterno, obra que provocou acerbas réplicas por parte da opinião clerical, representada na imprensa, entre outros, pelo cónego José Joaquim de Sena Freitas. Polémico no que diz respeito à religião, outros escritos de cariz anticlerical da sua autoria foram encontrados em publicações periódicas como A Lucta e A Luz (1919–1921).
Quando se deu o conflito com a Inglaterra sobre o "mapa cor-de-rosa", que culminou com o ultimato britânico de 11 de janeiro de 1890, Guerra Junqueiro interessou-se profundamente por esta crise nacional, e escreveu o opúsculo Finis Patriae, e a Canção do Ódio, para a qual Miguel Ângelo Pereira escreveu a música. Posteriormente publicou o poema Pátria. Estas composições tiveram uma imensa repercussão, contribuindo poderosamente para o descrédito das instituições monárquicas.

### Lista de Obras
- Viagem À Roda Da Parvónia (1878)
- A Morte De D. João (1874)
- Contos para a Infância (1875)(eBook)
- A Musa Em Férias (1879)
- A velhice do padre eterno (1885)(eBook)
- Finis Patriae (1890)
- Os Simples (1892)(eBook)
- Pátria (1896)(eBook)
- Oração Ao Pão (1902) Porto, Livraria Chardron de Lello & Irmão, Editores
- Oração À Luz (1904)
- Gritos da Alma (1912)
- Poesias Dispersas (1920) Porto, Livraria Chardron
- Prosas Dispersas (1921) Porto, Livraria Chardron.
- Duas Paginas Dos Quatorze Annos(eBook)
- O Melro(eBook)
- Horas de Combate (1924) Porto, Livraria Chardron
- O Caminho Do Céu (1925)
- Prometheu Libertado (1926, póstumo) Porto, Livraria Chardron.

## Cronologia
- 1850: Nasce no lugar de Ligares, Freixo de Espada à Cinta;
- 1864: «Duas páginas dos quatorze anos»;
- 1866: Frequenta o curso de Teologia na Universidade de Coimbra;
- 1867: «Vozes Sem Eco»;
- 1868: «Baptismo de Amor». Matricula-se na Faculdade de Direito da Universidade de Coimbra;
- 1873: «Espanha Livre». Colaboração de Guerra Junqueiro em «A Folha» de João Penha. É bacharel em Direito;
- 1874: «A Morte de D. João»;
- 1875: Primeiro número de «A Lanterna Mágica» em que colabora;
- 1878: É nomeado Secretário Geral do Governo Civil em Angra do Heroísmo;
- 1879: «A Musa em Férias» e «O Melro». Adere ao Partido Progressista. É transferido de Angra do Heroísmo para Viana do Castelo e eleito para a Câmara dos Deputados;
- 1880: Casa a 10 de fevereiro com Filomena Augusta da Silva Neves. A 11 de novembro nasce a filha Maria Isabel;
- 1881: Nasce a filha Júlia. Interditada por demência vem a ser internada no Porto;
- 1885: «A Velhice do Padre Eterno». Criação do movimento «Vida Nova» do qual Guerra Junqueiro é simpatizante;
- 1887: Segunda viagem de Guerra Junqueiro a Paris;
- 1888: Constitui-se o grupo «Vencidos da Vida». «A Legítima»;
- 1889: Falece a sua esposa, Filomena Augusta Neves, facto que lamentará até ao fim dos seus dias;
- 1890: «Finis Patriae». Guerra Junqueiro é eleito deputado pelo círculo de Quelimane;
- 1895: Vende a maior parte das coleções artísticas que acumulara;
- 1896: «A Pátria». Parte para Paris;
- 1902: «Oração ao Pão»;
- 1903: Reside em Vila do Conde;
- 1904: «Oração à Luz»;
- 1905: Visita a Academia Politécnica do Porto e instala-se nesta cidade;
- 1908: É candidato do Partido Republicano pelo Porto;
- 1910: É nomeado Enviado Extraordinário e Ministro Plenipotenciário da República Portuguesa junto da Confederação Suíça, em Berna;
- 1911: Homenagem a Guerra Junqueiro no Porto;
- 1914: Exonera-se das funções de Ministro Plenipotenciário;
- 1920: «Prosas Dispersas»;
- 1923: Morre a 7 de julho em Lisboa;
- 1966: O seu corpo é solenemente trasladado para o Panteão Nacional da Igreja de Santa Engrácia, em Lisboa, numa cerimónia ocorrida para homenagear também outras ilustres figuras portuguesas entre os dias 1 e 5 de dezembro. Antes disso, encontrava-se no Mosteiro dos Jerónimos.